# Villaharta
Villaharta é um município da Espanha na província de Córdova, comunidade autónoma da Andaluzia. Tem 11,96 km² de área e em 2021 tinha 640 habitantes (densidade: 53,5 hab./km²).

## Demografia
| Variação demográfica do município entre 1991 e 2004 | Variação demográfica do município entre 1991 e 2004 | Variação demográfica do município entre 1991 e 2004 | Variação demográfica do município entre 1991 e 2004 |
| --------------------------------------------------- | --------------------------------------------------- | --------------------------------------------------- | --------------------------------------------------- |
| 1991                                                | 1996                                                | 2001                                                | 2004                                                |
| 656                                                 | 629                                                 | 630                                                 | 615                                                 |